# MOK Čazma
MOK Čazma je hrvatski odbojkaški klub iz Čazme. U sezoni 2023./24. natječe se u 2. Hrvatskoj odbojkaškoj ligi, regiji Sjever.

## Povijest
Klub je osnovan 1968. godine, iako se odbojka u Čazmi igra i duže.